# وحيدات الخلية منتجة النيتريت
وحيدات الخلية منتجة النيتريت (الاسم العلمي: Nitrosomonadaceae) هي فصيلة من البكتيريا، سلبية الغرام، تتبع رتبة وحيدات الخلية منتجة النيتريت.